# Elezioni generali in Turchia del 2023
Le elezioni generali in Turchia del 2023 si sono svolte il 14 maggio (I turno) per il rinnovo della Presidenza della Repubblica e della Grande Assemblea Nazionale Turca, il parlamento del paese.
Esse sono state considerate le elezioni più combattute da decenni. Al primo turno, Erdoğan e Oğan hanno superato le aspettative ottenendo rispettivamente il 49,5% e il 5,2% dei voti. Nel frattempo Kılıçdaroğlu, dato per favorito dalla maggioranza dei sondaggi, si è fermato al 44,9%, mentre Muharrem İnce (rimasto sulla scheda nonostante il ritiro) ha ottenuto lo 0,4%. Poiché la quota di voti di Erdoğan è stata dello 0,5% inferiore a quella necessaria per la vittoria assoluta, lui e Kılıçdaroğlu si sono sfidati in un Ballottaggio il 28 maggio. Il terzo candidato più votato, Oğan, ha appoggiato Erdoğan al ballottaggio, causando una spaccatura nella sua coalizione elettorale, l'Alleanza Ancestrale, poiché Ümit Özdağ - il leader del Partito della Vittoria, il più grande partito dell'alleanza - ha appoggiato Kılıçdaroğlu.  Il Presidente uscente Recep Tayyip Erdoğan ha comunque ottenuto una vittoria di misura nel ballottaggio, conquistando il 52,18% dei voti rispetto al 47,82% ottenuto dal suo sfidante Kemal Kılıçdaroğlu, e venendo cosi' rieletto presidente della Turchia..
Nelle elezioni parlamentari, invece, c'è stata sin dal primo turno una forte riconferma dell’Alleanza del Popolo a guida AKP con 323 seggi (49,50% dei voti) su 600, per quanto lo stesso partito abbia comunque subito una perdita di 27 seggi. Questo risultato avrebbe reso praticamente impossibile un governo Kılıçdaroğlu, qualora questi avesse vinto le elezioni presidenziali, a meno di una rottura delle alleanze esistenti.

## Ambiguità sulla data elettorale
Le elezioni sono state indette, tramite decreto presidenziale, il 10 marzo, in anticipo rispetto alla fine del mandato esecutivo e legislativo, previsto per il 18 giugno, su volere dello stesso Presidente.
Prima di ciò, tuttavia, la data è rimasta a lungo incerta, a causa di un devastante sisma che ha colpito le regioni meridionali del Paese nel febbraio 2023 e che ha visto, per via della sua gravità e dell’impatto che quest’ultimo avrebbe avuto nella logistica elettorale, numerosi appelli per un rinvio. Ciononostante, alla fine le elezioni non sono state posticipate bensì anticipate, anche a causa delle numerose critiche per la risposta del governo alla catastrofe, per quanto la decisione fosse già precedentemente stata presa in considerazione per altri motivi.

## Sistema elettorale

### Presidenziali
Il Presidente della Turchia è eletto direttamente attraverso un sistema maggioritario a doppio turno, in base al quale un candidato deve ottenere più del 50% del voto popolare per essere eletto. Se nessun candidato si assicura una maggioranza generale a titolo definitivo, si tiene un ballottaggio tra i due candidati più votati al primo turno, il cui vincitore viene poi dichiarato eletto.
I potenziali candidati presidenziali devono avere almeno 40 anni e devono aver completato il ciclo di istruzione superiore. Qualsiasi partito politico che abbia ottenuto almeno il 5% dei voti nelle precedenti elezioni parlamentari può presentare un candidato, anche se i partiti che non hanno raggiunto questa soglia possono formare alleanze e schierare candidati congiunti finché la loro quota totale di voti superi almeno il 5%. Gli indipendenti possono competere se raccolgono 100.000 firme dall'elettorato.

### Parlamentari

Risultati e membri eletti per ciascun distretto elettorale

I 600 membri della Grande Assemblea Nazionale Turca sono eletti tramite un sistema proporzionale a liste di partito in 87 distretti elettorali, con successiva ripartizione dei seggi secondo il metodo D'Hondt.
La soglia elettorale nazionale per entrare in parlamento è del 7%, tranne per i candidati indipendenti, che sono esenti da quest’ultima. Per raggiungerla, è ammesso che i partiti politici si coalizzino, purché l'alleanza nel suo complesso vinca comunque più del 7% dei voti in totale.
Ai fini delle elezioni legislative, 77 delle 81 province della Turchia fungono da unico distretto. A causa della loro grande popolazione, le province di Bursa e Smirne sono divise in due distretti, mentre quelle di Ankara e Istanbul sono divise in tre.
Il numero di seggi che ogni distretto elegge è riportato nella tabella sottostante:
| Distretti      | Seggi |
| -------------- | ----- |
| Adana          | 15    |
| Adıyaman       | 5     |
| Afyonkarahisar | 6     |
| Ağrı           | 4     |
| Aksaray        | 4     |
| Amasya         | 3     |
| Ankara         | 36    |
| Ankara (I)     | 13    |
| Ankara (II)    | 11    |
| Ankara (III)   | 12    |
|                |       |
| Antalya        | 17    |
| Ardahan        | 2     |
| Artvin         | 2     |
| Aydın          | 8     |
| Balıkesir      | 9     |
| Bartın         | 2     |
| Batman         | 5     |
| Bayburt        | 1     |
| Bilecik        | 2     |
| Bingöl         | 3     |
| Bitlis         | 3     |
| Bolu           | 3     |
| Burdur         | 3     |
| Bursa          | 20    |
| Bursa (I)      | 10    |
| Bursa (II)     | 10    |
|                |       |
| Çanakkale      | 4     |
| Çankırı        | 2     |

| Distretti      | Seggi |
| -------------- | ----- |
| Çorum          | 4     |
| Denizli        | 7     |
| Diyarbakır     | 12    |
| Düzce          | 3     |
| Edirne         | 4     |
| Elâzığ         | 5     |
| Erzincan       | 2     |
| Erzurum        | 6     |
| Eskişehir      | 6     |
| Gaziantep      | 14    |
| Giresun        | 4     |
| Gümüşhane      | 2     |
| Hakkâri        | 3     |
| Hatay          | 11    |
| Iğdır          | 2     |
| Isparta        | 4     |
| İstanbul       | 98    |
| İstanbul (I)   | 35    |
| İstanbul (II)  | 27    |
| İstanbul (III) | 36    |
|                |       |
| İzmir          | 28    |
| İzmir (I)      | 14    |
| İzmir (II)     | 14    |
|                |       |
| Kahramanmaraş  | 8     |
| Kars           | 3     |
| Kastamonu      | 3     |
| Karabük        | 3     |
| Karaman        | 3     |

| Distretti  | Seggi |
| ---------- | ----- |
| Kayseri    | 10    |
| Kilis      | 2     |
| Kırklareli | 3     |
| Kırıkkale  | 3     |
| Kırşehir   | 2     |
| Kocaeli    | 14    |
| Konya      | 15    |
| Kütahya    | 5     |
| Malatya    | 6     |
| Manisa     | 10    |
| Mardin     | 6     |
| Mersin     | 13    |
| Muğla      | 7     |
| Muş        | 3     |
| Nevşehir   | 3     |
| Niğde      | 3     |
| Ordu       | 6     |
| Osmaniye   | 4     |
| Rize       | 3     |
| Sakarya    | 8     |
| Samsun     | 9     |
| Siirt      | 3     |
| Sinop      | 2     |
| Sivas      | 5     |
| Şanlıurfa  | 14    |
| Şırnak     | 4     |
| Tekirdağ   | 8     |
| Tokat      | 5     |
| Trabzon    | 6     |

| Distretti | Seggi |
| --------- | ----- |
| Tunceli   | 1     |
| Uşak      | 3     |
| Van       | 8     |
| Yalova    | 3     |
| Yozgat    | 4     |
| Zonguldak | 5     |

## Candidati alle presidenziali ed alle parlamentari

### Presidenziali
| Candidati | Candidati    | Candidati                                    | Partito                                        | Coalizione             | Note               |
| --------- | ------------ | -------------------------------------------- | ---------------------------------------------- | ---------------------- | ------------------ |
|           | align=centre | Recep Tayyip Erdoğan                         | Partito della Giustizia e dello Sviluppo (AKP) | Alleanza del Popolo    | Presidente uscente |
|           |              | Kemal Kılıçdaroğlu                           | Partito Popolare Repubblicano (CHP)            | Alleanza della Nazione | Parlamentare       |
|           |              | Sinan Oğan                                   | Indipendente                                   | Alleanza Ancestrale    | Ex-parlamentare    |
|           |              | Muharrem İnce (ritiratosi non ufficialmente) | Partito della Patria (MP)                      | —                      | Parlamentare       |

### Parlamentari
| n° lista | Coalizione | Coalizione                    | Partiti | Partiti                                                       | Partiti                                                                               | Ideologia                                                          | Collocamento                | Leader               |
| -------- | ---------- | ----------------------------- | ------- | ------------------------------------------------------------- | ------------------------------------------------------------------------------------- | ------------------------------------------------------------------ | --------------------------- | -------------------- |
| 1        |            | Alleanza del Popolo           |         | AKP                                                           | Partito della Giustizia e dello Sviluppo Adalet ve Kalkınma Partisi                   | Conservatorismo sociale                                            | Destra                      | Recep Tayyip Erdoğan |
| 2        |            | Alleanza del Popolo           | MHP     | Partito del Movimento Nazionalista Milliyetçi Hareket Partisi | Nazionalismo turco                                                                    | Estrema destra                                                     | Devlet Bahçeli              |                      |
| 3        |            | Alleanza del Popolo           | YRP     | Nuovo Partito del Benessere Yeniden Refah Partisi             | Islamismo antisionista antifemminista                                                 | Estrema destra                                                     | Fatih Erbakan               |                      |
| 4        |            | Alleanza del Popolo           | BBP     | Partito della Grande Unità Büyük Birlik Partisi               | Ultranazionalismo sunnita                                                             | Estrema destra                                                     | Mustafa Destici             |                      |
|          |            |                               |         |                                                               |                                                                                       |                                                                    |                             |                      |
| 5        |            | Alleanza della Nazione        |         | CHP                                                           | Partito Popolare Repubblicano Cumhuriyet Halk Partisi                                 | Kemalismo socialdemocratico                                        | Centro-sinistra             | Kemal Kılıçdaroğlu   |
| 6        |            | Alleanza della Nazione        | İYİ     | Buon Partito İyi Parti                                        | Nazionalismo turco                                                                    | Centro                                                             | Meral Akşener               |                      |
|          |            |                               |         |                                                               |                                                                                       |                                                                    |                             |                      |
| 7        |            | Alleanza Lavoro e Libertà     |         | YSGP                                                          | Partito dei Verdi e del Futuro di Sinistra Yeşiller ve Sol Gelecek Partisi            | Socialismo democratico ambientalista                               | Centro-sinistra - Sinistra  | Pervin Buldan        |
| 8        |            | Alleanza Lavoro e Libertà     | TİP     | Partito dei Lavoratori di Turchia Türkiye İşçi Partisi        | Comunismo marxista-leninista                                                          | Sinistra - Estrema sinistra                                        | Erkan Baş                   |                      |
|          |            |                               |         |                                                               |                                                                                       |                                                                    |                             |                      |
| 9        |            | —                             |         | MP                                                            | Partito della Patria Memleket Partisi                                                 | Kemalismo populista secolare europeista                            | Centro                      | Muharrem İnce        |
|          |            |                               |         |                                                               |                                                                                       |                                                                    |                             |                      |
| 10       |            | Alleanza Ancestrale           |         | ZP                                                            | Partito della Vittoria Zafer Partisi                                                  | Nazionalismo panturchista                                          | Destra - Estrema destra     | Ümit Özdağ           |
| 11       |            | Alleanza Ancestrale           | AP      | Partito della Giustizia Adalet Partisi                        | Conservatorismo liberale                                                              | Centro-destra                                                      | Nuri Kemal Bayar            |                      |
|          |            |                               |         |                                                               |                                                                                       |                                                                    |                             |                      |
| 12       |            | Unione delle Forze Socialiste |         | SOL                                                           | Partito di Sinistra Sol Parti                                                         | Socialismo secolare                                                | Sinistra - Estrema sinistra | Önder İşleyen        |
| 13       |            | Unione delle Forze Socialiste | TKP     | Partito Comunista di Turchia Türkiye Komünist Partisi         | Comunismo marxista-leninista                                                          | Estrema sinistra                                                   | Kemal Okuyan                |                      |
| 14       |            | Unione delle Forze Socialiste | TKH     | Movimento Comunista di Turchia Türkiye Komünist Hareketi      | Comunismo marxista-leninista secolare                                                 | Estrema sinistra                                                   | Aysel Tekerek               |                      |
|          |            |                               |         |                                                               |                                                                                       |                                                                    |                             |                      |
| 15       |            | —                             |         | MİLLET                                                        | Partito della Nazione Millet Partisi                                                  | Conservatorismo nazionalista                                       | Estrema destra              | Cuma Nacar           |
|          |            |                               |         |                                                               |                                                                                       |                                                                    |                             |                      |
| 16       |            | —                             |         | HAK-PAR                                                       | Partito dei Diritti e delle Libertà Hak ve Özgürlükler Partisi Partiya Maf û Azadiyan | Federalismo nazionalista curdo                                     | Centro-destra               | Düzgün Kaplan        |
|          |            |                               |         |                                                               |                                                                                       |                                                                    |                             |                      |
| 17       |            | —                             |         | GENÇPARTİ                                                     | Partito della Gioventù Genç Parti                                                     | Populismo liberista secolare                                       | Centro                      | Hakan Uzan           |
|          |            |                               |         |                                                               |                                                                                       |                                                                    |                             |                      |
| 18       |            | —                             |         | AB PARTİ                                                      | Partito della Unità della Giustizia Adalet Birlik Partisi                             | Kemalismo laico ambientalista nazionalista                         | Centro                      | Hakan Uzan           |
|          |            |                               |         |                                                               |                                                                                       |                                                                    |                             |                      |
| 19       |            | —                             |         | ANAP                                                          | Partito della Madrepatria Anavatan Partisi                                            | Conservatorismo neoliberista nazionalista                          | Centro-destra               | İbrahim Çelebi       |
|          |            |                               |         |                                                               |                                                                                       |                                                                    |                             |                      |
| 20       |            | —                             |         | YP                                                            | Partito dell’Innovazione Yenilik Partisi                                              | Kemalismo socialdemocratico                                        | Centro - Centro-sinistra    | Öztürk Yılmaz        |
|          |            |                               |         |                                                               |                                                                                       |                                                                    |                             |                      |
| 21       |            | —                             |         | HKP                                                           | Partito della Liberazione Popolare Halkın Kurtuluş Partisi                            | Comunismo marxista-leninista socialpatriottico                     | Estrema sinistra            | Nurullah Ankut       |
|          |            |                               |         |                                                               |                                                                                       |                                                                    |                             |                      |
| 22       |            | —                             |         | MİLLİ YOL                                                     | Partito della Via Nazionale Milli Yol Partisi                                         | Conservatorismo nazionale nazionalista turco                       | Destra                      | Remzi Çayır          |
|          |            |                               |         |                                                               |                                                                                       |                                                                    |                             |                      |
| 23       |            | —                             |         | VP                                                            | Partito Patriottico Vatan Partisi                                                     | Kemalismo eurasiatista euroscettico forte nazionalista di sinistra | Sincretico                  | Doğu Perinçek        |
|          |            |                               |         |                                                               |                                                                                       |                                                                    |                             |                      |
| 24       |            | —                             |         | GBP                                                           | Partito dell’Unione del Potere Güç Birliği Partisi                                    | Kemalismo panturchista conservatore laico                          | Centro-destra               | Ali Karnap           |
|          |            |                               |         |                                                               |                                                                                       |                                                                    |                             |                      |
| 25       |            | —                             |         | IND                                                           | Candidati indipendenti Bağımsız Adaylar                                               | —                                                                  | —                           | —                    |

Nota: Il Partito Nuova Turchia (YTP), socialconservatore, pur essendosi presentato, si è in seguito ritirato.

## Risultati

### Presidenziali
| Recep Tayyip Erdoğan | Alleanza del Popolo (AKP - MHP - YRP - BBP)     | 27 133 849 | 49,52 | 27 834 692 | 52,18 |  |  |  |
| Kemal Kılıçdaroğlu   | Alleanza della Nazione (CHP - İYİ - SP - DP)    | 24 595 178 | 44,88 | 25 504 552 | 47,82 |  |  |  |
| Sinan Oğan           | Indipendente (Sostenuto da Alleanza Ancestrale) | 2 831 239  | 5,17  |            |       |  |  |  |
| Muharrem İnce        | Partito della Patria                            | 235 783    | 0,43  |            |       |  |  |  |
| Totale               | Totale                                          | 54 796 049 | 100   | 53 339 244 | 100   |  |  |  |
|                      |                                                 |            |       |            |       |  |  |  |
| Voti non validi      | Voti non validi                                 | 1 037 104  | 1,86  | 684 372    | 1,27  |  |  |  |
| Votanti              | Votanti                                         | 55 833 153 | 87,04 | 54 023 616 | 84,15 |  |  |  |
| Elettori             | Elettori                                        | 64 145 504 |       | 64 197 419 |       |  |  |  |

| Recep Tayyip Erdoğan |  | 49,52% |
| Kemal Kılıçdaroğlu   |  | 44,88% |
| Sinan Oğan           |  | 5,17%  |
| Muharrem İnce        |  | 0,43%  |

| Recep Tayyip Erdoğan |  | 52,18% |
| Kemal Kılıçdaroğlu   |  | 47,82% |

### Parlamentari
| Partito della Giustizia e dello Sviluppo (AKP)    | 19 387 412 | 35,63 | 268 |  |  |  |
| Partito del Movimento Nazionalista (MHP)          | 5 484 515  | 10,08 | 50  |  |  |  |
| Nuovo Partito del Benessere (YRP)                 | 1 529 119  | 2,81  | 5   |  |  |  |
| Partito della Grande Unità (BBP)                  | 533 409    | 0,98  | –   |  |  |  |
| Totale “Alleanza del Popolo”                      | 26 934 455 | 49,50 | 323 |  |  |  |
| Partito Popolare Repubblicano (CHP)               | 13 791 299 | 25,35 | 169 |  |  |  |
| Buon Partito (İYI)                                | 5 272 482  | 9,69  | 43  |  |  |  |
| Totale “Alleanza della Nazione”                   | 19 063 781 | 35,04 | 212 |  |  |  |
| Partito dei Verdi e del Futuro di Sinistra (YSGP) | 4 803 774  | 8,83  | 61  |  |  |  |
| Partito dei Lavoratori di Turchia (TİP)           | 940 230    | 1,73  | 4   |  |  |  |
| Totale “Alleanza Lavoro e Libertà”                | 5 744 004  | 10,56 | 65  |  |  |  |
| Partito della Vittoria (ZP)                       | 1 215 264  | 2,23  | –   |  |  |  |
| Partito della Giustizia (AP)                      | 108 629    | 0,20  | –   |  |  |  |
| Totale “Alleanza Ancestrale”                      | 1 323 893  | 2,43  | –   |  |  |  |
| Partito della Patria (MP)                         | 502 802    | 0,92  | –   |  |  |  |
| Partito della Sinistra (SOL)                      | 78 032     | 0,14  | –   |  |  |  |
| Partito Comunista di Turchia (TKP)                | 63 509     | 0,12  | –   |  |  |  |
| Movimento Comunista di Turchia (TKH)              | 17 864     | 0,03  | –   |  |  |  |
| Totale “Unione delle Forze Socialiste”            | 159 405    | 0,29  | –   |  |  |  |
| Partito della Gioventù (GP)                       | 112 732    | 0,21  | –   |  |  |  |
| Altri (<0,20%)                                    | 342 515    | 0,63  | –   |  |  |  |
| Indipendenti (IND)                                | 226 873    | 0,42  | –   |  |  |  |
| Totale                                            | 54 410 460 | 100   | 600 |  |  |  |
|                                                   |            |       |     |  |  |  |
| Voti non validi                                   | 1 393 636  | 2,50  |     |  |  |  |
| Votanti                                           | 55 804 096 | 86,93 |     |  |  |  |
| Elettori                                          | 64 190 651 |       |     |  |  |  |

| Riepilogo dei seggi (+/- elezioni 2018) | Riepilogo dei seggi (+/- elezioni 2018) | Riepilogo dei seggi (+/- elezioni 2018) | Riepilogo dei seggi (+/- elezioni 2018) | Riepilogo dei seggi (+/- elezioni 2018) | Riepilogo dei seggi (+/- elezioni 2018) | Riepilogo dei seggi (+/- elezioni 2018) |
| --------------------------------------- | --------------------------------------- | --------------------------------------- | --------------------------------------- | --------------------------------------- | --------------------------------------- | --------------------------------------- |
|                                         |                                         |                                         |                                         |                                         |                                         |                                         |
| TİP                                     | 4                                       | ▲ 2                                     |                                         | YSGP                                    | 61                                      | ▲ 61                                    |
| CHP                                     | 169                                     | ▲ 23                                    |                                         | İYİ                                     | 43                                      | ▲ 1                                     |
| AKP                                     | 268                                     | ▼ 27                                    |                                         | MHP                                     | 50                                      | ▲ 1                                     |
| YRP                                     | 5                                       | Nuovo                                   |                                         |                                         |                                         |                                         |